# KV33
KV33 (англ. Kings' Valley № 33) — древнеегипетская гробница в Долине царей, обнаруженная в 1898 году Виктором Лоре. Имя владельца гробницы неизвестно. Карл Бедекер в 1902 году описывал гробницу как небольшую, состоящую из двух недекорированных пустых камер с лестницей.
KV33 расположена к северо-востоку от KV34. Элизабет Томас связывает гробницу с похоронным процессом Тутмоса III, тогда как Артур Вейгалл считает, что усыпальница принадлежала члену семьи фараона Тутмоса III или его визирю Рехмиру.
Гробница не исследована, нет её подробного плана. Сегодня вход в гробницу закрыт, поскольку над входом надстроена лестница.